# Shammi Kapoor
Shammi Kapoor (Hindi: शम्मी कपूर , urdu: شمّی کپُور; Bombay, 21 de octubre de 1931-Mumbái, 14 de agosto de 2011) fue un actor y director indio del cine de Bollywood. Fue hijo de Prithviraj Kapoor y hermano del actor y cineasta Raj Kapoor. Aunque actuó en películas serias su imagen en pantalla fue de un vividor alegre con físico delgado y ojos verdes.

## Carrera
Después de trabajar en obras de teatro, debutó como actor de cine en Jeevan Jyoti (1953). Lo siguió con las películas exitosas Dil Deke Dekho (1959) y Junglee (1961). Sus películas con Asha Parekh, Teesri Manzil en especial, logró mucha popularidad entre el público. Ganó el Premio Filmfare por su papel en Brahmachari (1968). Se reconvirtió en actor de carácter cuando envejeció actuando en Zameer (1974), Hero (1983), Vidhaata (1982) y, más recientemente, Sandwich (2006).

## Vida personal
A pesar de la oposición de la familia Kapoor se casó con la actriz Geeta Bali, su coprotaganista en Rangeen Raaten (1956). La pareja tuvo dos niños llamados Aditya Raj y Kanchan. En enero de 1965, Geeta Bali murió de viruela a la edad de treinta y cinco años. Se casó de nuevo con Neela Devi Gohil de la familia real de Bhavnagar. Después de su semi-retiro del cine, Shammi Kapoor se concentró en el Internet, fundando la Internet Users Community de la India y la Ethical Hackers Association. Shammi Kapoor murió por insuficiencia renal el 14 de agosto de 2011.

## Premios
- 1968 - Premio Filmfare al Mejor Actor, Brahmachari.
- 1982 - Premio Filmfare al Mejor Actor de Reparto, Vidhata.
- 1995 - Premio Filmfare de Aprovechamiento.
- 1998 - Kalakar Awards - Premio Especial[4]
- 1999 - Premio Zee Cine para Lifetime Achievement.
- 2001 - Premio Star Screen para Lifetime Achievement.
- 2001 - Anandalok Awards, Lifetime Achievement Award.
- 2002 - Invaluable Contribution To Indian Cinema en el IIFA.[5]
- 2005 - Lifetime Achievement Award en los Bollywood Movie Awards[6]
- 2008 - Lifetime Achievement Award en el Festival Internacional de Cine de Pune (PIFF).[7]
- 2009 - Premio Phalke Legend Actor de la Dadasaheb Phalke Academy[8]
- Living Legend Award de la Federation of Indian Chamber of Commerce and Industry (FICCI)[9]
- Premio Rashtriya Gaurav[10]

## Filmografía
- Jeevan Jyoti (1953)
- Rail Ka Dibba (1953)
- Thokar (1953)
- Laila Majnu (1953) Nutan
- Ladki (1953)
- Gul Sanobar (1953)
- Khoj (1953)
- Shama Parwana (1954)
- Mehbooba (1954)
- Ehsan (1954)
- Chor Bazar (1954)
- Tangewali (1955)
- Naqab (1955)
- Miss Coca Cola (1955)
- Daku (1955)
- Sipahsalar (1956)
- Rangeen Raatein (1956) Mala Sinha
- Memsahib (1956)
- Hum Sab Chor Hain (1956)
- Tumsa Nahin Dekha (1957) Ameeta
- Maharani (1957)
- Coffee House (1957)
- Mirza Sahiban (1957)
- Mujrim (1958)
- Dil Deke Dekho (1958) Asha Parekh
- Ujala (1959) Mala Sinha
- Raat ke Raahi (1959)
- Mohar (1959)
- Basant (1960)
- College Girl (1960)
- Singapore (1960)
- Boyfriend (1961)
- Junglee (1961) Saira Banu
- Dil Tera Diwana (1962) Mala Sinha
- Professor (1962) Kalpana
- China Town (1962) Shakeela/Helen
- Bluff Master (1963)
- Shahid Bhagat Singh (1963)
- Jab Se Tumhe Dekha Hai (1963)
- Pyar Kiya To Darna kya (1963)
- Rajkumar (1964) Sadhana
- Kashmir Ki Kali (1964) Sharmila Tagore
- Janwar (1965) Rajashri
- Teesri Manzil (1966) Anil Kumar
- Preet Na Jaane Reet (1966)
- Budtameez (1966)
- An Evening in Paris (1967) Sharmila Tagore
- Laat Saheb (1967) Nutan
- Brahmachari (1968) Rajashri
- Prince (1969) Vyjayanthimala
- Tum se Acchaa Kaun Hai (1969) Babita
- Sachchai (1969) Sadhana
- Pagla Kahin Ka (1970) Asha Parekh/Helen
- Andaz (1971) Hema Malini/Simi
- Jawan Mohabbat (1971) Asha Parekh
- Jaane Anjane (1971) Leena Chandavarkar
- Parvarish (1973)
- Zameer (1973)
- Manoranjan (1974) Zeenat Aman
- Chhote Sarkar (1974) Sadhana
- Shalimar (1978)
- Professor Pyarelal (1981)
- Rocky  (1981)
- Naseeb (1981)
- Prem Rog (1982) Sushma Seth
- Vidhaata (1982)
- Desh Premee  (1982)
- Hero (1983) Urmila Bhat
- Betaab (1983)
- Sohni Mahiwal (1984)
- Ijaazat (1988)
- Ajooba (1991)
- Chamatkar (1992)
- Sukham Sukhakaram (1994) (Malayalam)
- Aur Pyar Ho Gaya (1996) Shammi
- Kareeb (1998)
- Jaanam Samjha Karo (1999)
- East Is East (1999)
- Yeh Hay Jalwa
- Waah! Tera Kya Kehna (2002)
- Bhola in Bollywood (2005)
- Sandwich (2006)
- Rockstar (2011)